# Felix Kekoh
Felix Kekoh Ndifor II (* 2. März 2001 in Yaoundé) ist ein kamerunischer Fußballspieler.

## Karriere
Kekoh begann seine Karriere in der APEJES Academy. Im November 2019 wechselte er nach Gambia zu den Gambinos Stars. Im August 2020 wechselte er nach Österreich zum Bundesligisten FC Admira Wacker Mödling.
Sein Debüt für die Admira in der Bundesliga gab er im September 2020, als er am dritten Spieltag der Saison 2020/21 gegen den FK Austria Wien in der 62. Minute für Erwin Hoffer eingewechselt wurde. Für die Admira kam er bis Saisonende zu drei Einsätzen in der höchsten Spielklasse. Zur Saison 2021/22 wurde er auf Kooperationsbasis an den Zweitligisten Floridsdorfer AC verliehen. Für den FAC kam er zweimal in der 2. Liga zum Einsatz. Im Oktober 2021 wurde die Kooperation vorzeitig beendet und auch Kekohs Vertrag bei den Niederösterreichern aufgelöst, woraufhin er nach Kroatien zum Drittligisten NK Marsonia Slavonski Brod wechselte.
Im Februar 2022 wechselte er weiter nach Litauen zum Erstligisten FK Kauno Žalgiris.